# Hidy et Howdy
Hidy et Howdy sont les mascottes officielles des  Jeux olympiques de Calgary en 1988. Ce sont deux ours polaires frère et sœur, animaux emblématiques des régions arctiques du continent américain, portant un chapeau et des vêtements de style « western ». Howdy et sa sœur Hidy constituent le premier couple de mascottes.
Les noms des mascottes représentent l’hospitalité de la région de Calgary : Hidy est une extension de l’interjection « hi ! » et Howdy, la forme abrégée de « how do you do ? », formule de salutation typique de l’Ouest américain. Ces noms ont été sélectionnés par un jury de citoyens à la suite d'un concours organisé par le Zoo de Calgary récoltant près de 7 000 réponses.
Les mascottes font une brèves apparition dans le film Rasta Rockett retraçant la participation de la Jamaïque aux épreuves de bobsleigh.
En 2016, les panneaux d'entrée de ville ont été changés pour refléter la nouvelle signature visuelle de la ville qui auparavant affichait Howdy et la mention Ville hôte des jeux olympiques d'hiver de 1988